# Ut och stjäla hästar (film)
Ut och stjäla hästar är en dramafilm från 2019 baserad på Per Pettersons bok med samma namn, regisserad av Hans Petter Moland. 
Filmen hade biopremiär i Sverige den 26 juli 2019, utgiven av Studio S Entertainment.

## Rollista
- Stellan Skarsgård – Trond
- Bjørn Floberg – Lars
- Tobias Santelmann – Tronds far
- Danica Curcic – Jons mor
- Pål Sverre Hagen – Jons far
- Gard B. Eidsvold – Franz
- Jon Ranes – Trond, 15 år
- Sjur Vatne Brean – Jon, 17 år
- Tone Mostraum – Tronds mor
- Anders Baasmo Christiansen – Olav